# Затонская, Мария Романовна
Затонская Мария Романовна (род. в 1991 году) — российская поэтесса. Главный редактор литературного интернет-журнала «ПРОЛИТКУЛЬТ»

## Биография
Родилась 2 июля 1991 года в городе Саров Нижегородской области. Окончила Государственный институт русского языка имени А. С. Пушкина по специальности «филология».
Стихи публиковались в литературных журналах «Арион», «Звезда», «Нева», «Кольцо А», «Знамя», «Нижний Новгород», «Интерпоэзия», «Новая Юность», «Дети Ра», «Урал», «Новый мир», Prosōdia, «Литературной газете».
Член Союза писателей России. Живёт в Сарове.

## Создание литературного интернет-журнала "ПРОЛИТКУЛЬТ"
Главный редактор и один из создателей ежемесячного литературного онлайн-журнала "ПРОЛИТКУЛЬТ"  совместно с поэтами и прозаиками, членами Совета молодых литераторов: Андреем Тимофеевым, Алёной Белоусенко, Женей Декиной, Денисом Ткачуком, Ириной Иваськовой, Татьяной Филипповой, Олисавой Туговой, Дианой Лугининой, а также не входящими в СМЛ - Михаилом Рантовичем, Полиной Корицкой. Первый номер вышел 10 сентября 2022 года. Затонская публикует в журнале свои заметки о современной поэзии и критические статьи. В журнале опубликованы новые произведения таких признанных современных писателей, как Андрей Тимофеев, Алексей Алёхин, Борис Евсеев, Фарит Нагим, Вадим Муратханов, Дмитрий Лагутин, Григорий Медведев, Григорий Шувалов, Женя Декина, Дарья Ильгова, Андрей Коровин, Алексей Сальников и многих других.
Автор подкастов о современной поэзии, которые записывает вместе с журналистом Ксенией Малышевой. Подкасты публикуются в группе проекта "ПРОЛИТКУЛЬТ" ВКонтакте 

## Современники о Марии Затонской
Юлия Подлубнова: 
Тексты Марии Затонской — тексты пограничья между субъектностью и телесностью, в которых жизнь спокойно, как должное, перетекает в смерть, тексты, фиксирующие саму хрупкость жизни и тем самым акцентирующие её непреложную ценность.
Людмила Казарян (поэт, публицист, критик): 
Перед нами именно стихи, в которых есть и смысл, и тайная музыка, только надо в них вслушаться.
Иван Чудасов (кандидат филологических наук, член Московского союза литераторов): 
Перед нами большой поэт в становлении, в поиске своего творческого „я“ и творческого метода, который пока ещё никак не может сделать выбор между верлибром и традиционными метрами, между описанием и образностью. Именно этим и ценна первая книга Марии Романовны, которая, я уверен, станет библиографической редкостью.
Елена Севрюгина: 
В художественном сознании Затонской как будто присутствует тумблер-переключатель, способный увести читателя от бытового, повседневного к инобытийному, надмирному. А начинаться все может с незначимых бытовых подробностей, но в итоге они перерастают в нечто такое, что делает нас, приземленных, мелочных, слабых, бессмертными и неуязвимыми.

Прощупывается почва, из которой вырастает мировидение молодого поэта: мотивы Достоевского, Толстого, тютчевское «все во мне и я во всем». Явленность «всего во всем» и всего в человеке, наполненность и опустошенность — пожалуй, главное для Затонской.
Дарья Ильгова: 
И все же главным чудом этой книги, является, на мой взгляд, не умение автора разглядеть и зафиксировать в деталях пойманный момент или образ. Главное чудо этой поэзии заключается в том, что каждому человеку, даже незнакомому или неприятному, Мария Затонская дарит свою жалость без осуждения, дарит прощение без извинений, дарит надежду на спасение.

## Книги
1. «Дом с птицами» (издательство «Эксмо», 2020)[23].
2. «Миниатюры» (издательство СТиХИ, 2021)[24].
3. «Люди идут по облаку» (издательство СТиХИ, 2023).

## Награды и премии
- Лауреат и дипломант Международного литературного фестиваля-конкурса «Русский Гофман» (2018, 2019)[25][26];
- Победитель Национальной премии «Русские рифмы» (2019)[27];
- Стипендиат XIX, XX, XXII Форумов молодых писателей России, стран СНГ и зарубежья (2019, 2020, 2022);
- Победитель Международной литературной премии им. Анненского (2021)[28].